# اورداش
اورداش (به مجاری: Ordas) یک منطقهٔ مسکونی در مجارستان است. اورداش ۱۶٫۳۱ کیلومتر مربع مساحت و ۵۰۲ نفر جمعیت دارد.